# Veteranentag
Veteranentag ist ein Gedenktag in verschiedenen Ländern, der an Militärveteranen erinnern soll.

## Dänemark
Seit 2009 wird in Dänemark am 5. September, dem Flagdag (deutsch Flaggentag), aller Einsatzkräfte und der Gefallenen gedacht, die seit 1948 im Auftrag des dänischen Staats im Einsatz sind oder waren. Dazu zählen auch Angehörige ziviler Institutionen wie Rettungsdienste.

## Deutschland
In Deutschland fand der Gedenktag planmäßig zum ersten Mal am 15. Juni 2025 nahe dem Reichstagsgebäude statt. Mit dem Tag wurde der Einsatz und der Dienst aktiver und ehemaliger Soldaten der Bundeswehr gewürdigt.
Spätestens seit 2010 wurde über die Einführung eines Veteranentages diskutiert. Umstritten war aber vor allem die Definition des Begriffs „Veteran“, sowohl bei den Soldatenverbänden als auch bei den Parteien. Im Jahr 2011 wollte Verteidigungsminister Thomas de Maizière in der Bundeswehr eine Politik für den Umgang mit Veteranen und für ihre Versorgung formulieren. De Maizière schlug 2012 einen an den Volkstrauertag im November gekoppelten Veteranentag vor, nach Kritik an diesem Datum schlug er den 22. Mai vor (am 22. Mai 1956 trat die Wehrverfassung als Basis der Bundeswehr in Kraft). Sein Vorstoß fand allerdings wenig öffentliche Beachtung und blieb ohne nennenswerte Ergebnisse. Anfang 2013 definierte de Maizière erstmals den Begriff Veteran.  Der Reservistenverband nahm den Veteranenbegriff im Jahr 2015 in seine Satzung auf. Ab 2018 veranstalteten Verbände den Marsch zum Gedenken.
Im November 2018 definierte das Verteidigungsministerium den Veteranenbegriff entgegen den ursprünglichen Planungen in einem Tagesbefehl wie folgt:

„Veteranin oder Veteran der Bundeswehr ist, wer als Soldatin oder Soldat der Bundeswehr im aktiven Dienst steht oder aus diesem Dienstverhältnis ehrenhaft ausgeschieden ist, also den Dienstgrad nicht verloren hat.“

Von der Leyen wies im November 2018 an, Vorschläge zu erarbeiten, wie die Würdigung der Veteranen weiter ausgestaltet werden kann. Der wenige Monate später verfasste »Leitfaden für die Ausgestaltung der Veteranenarbeit der Bundeswehr« war jedoch eine „schnell zusammengetragenen Sammlung von Allgemeinplätzen“ und blieb ohne wahrnehmbare praktische Resonanz.
Die Debatte wurde mit Russlands Überfall auf die Ukraine seit 2022 wiederbelebt. Auf Initiative des Deutschen BundeswehrVerbandes einigten sich die Akteure der nationalen Veteranenbewegung auf einen gemeinsamen Forderungskatalog und trugen diesen gemeinsam in Politik und Öffentlichkeit. Nach vielen Jahrzehnten des Kampfes gab es schon kurz darauf wahrnehmbare Fortschritte: Die Fraktion CDU/CSU brachte im September 2023 den Antrag für einen Veteranentag am 12. November, dem Gründungstag der Bundeswehr, in den Bundestag ein. Er wurde an den Verteidigungsausschuss überwiesen. Der Verband der Reservisten der Deutschen Bundeswehr sprach sich damals gegen das Datum aus und hätte eine Anknüpfung an die Invictus Games im September jeden Jahres bevorzugt. Während des durch den BundeswehrVerband organisierten ersten nationalen Veteranenkongresses im Februar 2024 erhöhte die geeinte Veteranenbewegung geschlossen den öffentlichen und medialen Druck auf die politischen Akteure. Am 25. April 2024 beriet der Deutsche Bundestag einen gemeinsamen Antrag der Fraktionen von SPD, CDU/CSU, Bündnis 90/Die Grünen und FDP zu einem Gedenktag am 15. Juni. Der Tag wurde gewählt, weil das Veteranenabzeichen erstmals am 15. Juni 2019 verliehen worden war. Die Bekanntgabe des Termines löste in der Veteranenbewegung hitzige Debatten aus, die jedoch beigelegt werden konnten. Die politischen Fraktionen sprachen sich auch dafür aus, die Nachsorge von im Dienst erlittenen Schädigungen der Soldaten zu verbessern.
Dafür stimmten alle Fraktionen, die Gruppe der Linken stimmte dagegen, die Gruppe BSW nahm weder an der Debatte noch an der Abstimmung teil.

## Frankreich
Einen ausdrücklichen Veteranentag gibt es in Frankreich nicht. Gedenktage erinnern an verschiedene Gruppen wie in Indochina oder im Algerienkrieg Gefallene. Das Gedenken an Veteranen ist am 8. Mai (Fête de la Victoire, dt.: Tag des Sieges) und am 11. November, dem Tag des Waffenstillstands von Compiègne im Jahr 1918, besonders ausgeprägt.

## Israel
Der Jom haSikkaron (hebräisch יום הזיכרון לחללי מערכות ישראל Jōm ha-Sikkarōn lə-Chalalej Maʿarachōt Jisra'el, deutsch ‚Gedenktag für die Gefallenen der Feldzüge Israels‘) wird seit 1963 um den 4. Ijjar des Jüdischen Kalenders begangen und variiert damit im Gregorianischen Kalender zwischen Mitte April und Mitte Mai.

## Niederlande
In den Niederlanden wurde lange um eine Definition des Begriffs Veteran gerungen. Sollten zunächst nur ehemalige Soldaten mit Einsatzerfahrung als Veteranen gelten, wurde im Jahr 2012 von den Generalstaaten einstimmig ein Veteranengesetz verabschiedet. Nach diesem gelten alle Soldaten mit Einsatzerfahrung als Veteranen.

“Veteranen: De militair, de gewezen militair, of de gewezen dienstplichtige, van de Nederlandse krijgsmacht, dan wel van het Koninklijk Nederlandsch Indisch Leger, alsmede degene die behoorde tot het vaarplichtig koopvaardijpersoneel, die het Koninkrijk der Nederlanden heeft gediend onder oorlogsomstandigheden dan wel heeft deelgenomen aan een missie ter handhaving of bevordering van de internationale rechtsorde voor zover deze missie bij regeling van Onze Minister is aangewezen.”

„Veteran: Der Soldat, der ehemalige Soldat oder der ehemalige Dienstpflichtige der Niederländischen Streitkräfte oder der Koninklijk Nederlandsch-Indisch Leger sowie die Person, die zum segelpflichtigen Personal der Handelsmarine gehörte, dem Königreich der Niederlande unter Kriegsbedingungen gedient hat oder an einer Mission zur Aufrechterhaltung oder Förderung der internationalen Rechtsordnung, soweit diese Mission durch Verordnung des Ministers angeordnet wurde.“

Unter der Schirmherrschaft der niederländischen Krone wird auch ein Veteranentag veranstaltet.

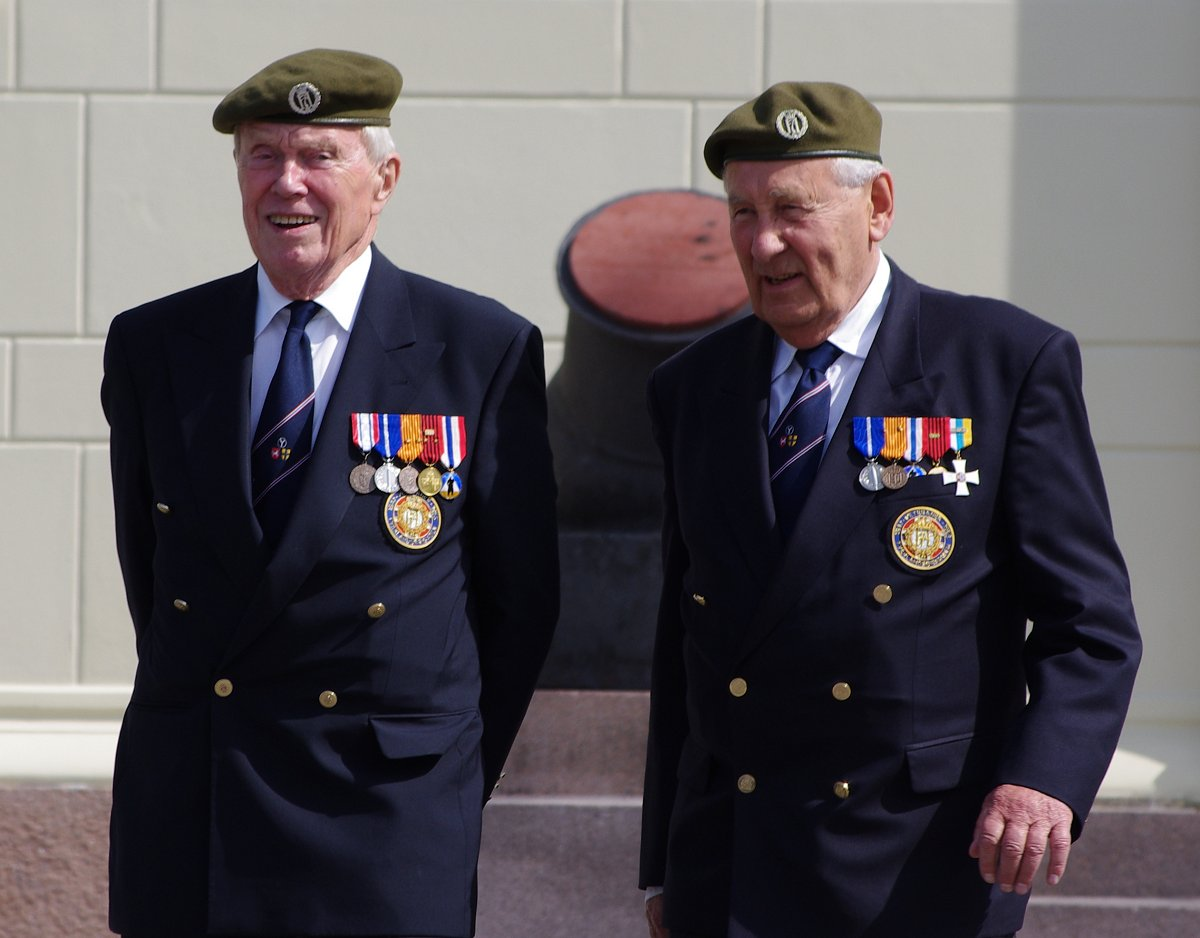
Norwegische Veteranen am Veteranendag 2011

## Norwegen
In Norwegen gab das Verteidigungsministerium im Dezember 2010 die Einführung eines nationalen Veteranentags am Frigjøringsdagen, dem Tag der Befreiung (8. Mai), bekannt. Seit 2011 werden am Veterandagen jährlich Veteranen geehrt.

## Österreich
In Österreich gibt es laut Bundesministerium für Landesverteidigung mit Stand September 2017 kein Veteranenkonzept; Veteranen seien nicht als eigenständige Gruppe erkennbar und vollständig in der Gesellschaft integriert.

## Schweden
In Schweden wird jährlich am 29. Mai der Veterandagen für an nationalen, internationalen und humanitären Einsätzen Beteiligte sowie die Verwundeten und Toten der Einsätze gefeiert. Zum Gedenken an Kriegsveteranen wird am Veteranendenkmal Restare und am UN-Denkmal in Stockholm eine Zeremonie veranstaltet. Der 29. Mai ist auch der Tag der UN-Friedenstruppen. Seit dem Jahr 2018 ist Veterandagen offizieller Flagdag.

## Ukraine
Die Ukraine begeht seit 2004 jährlich am 1. Oktober, dem Tag der älteren Generation, ihren Veteranentag (День ветерана). Der Präsident der Ukraine Leonid Kutschma hatte den Gedenktag in einem Ukas angeordnet.

## Vereinigte Staaten (USA)

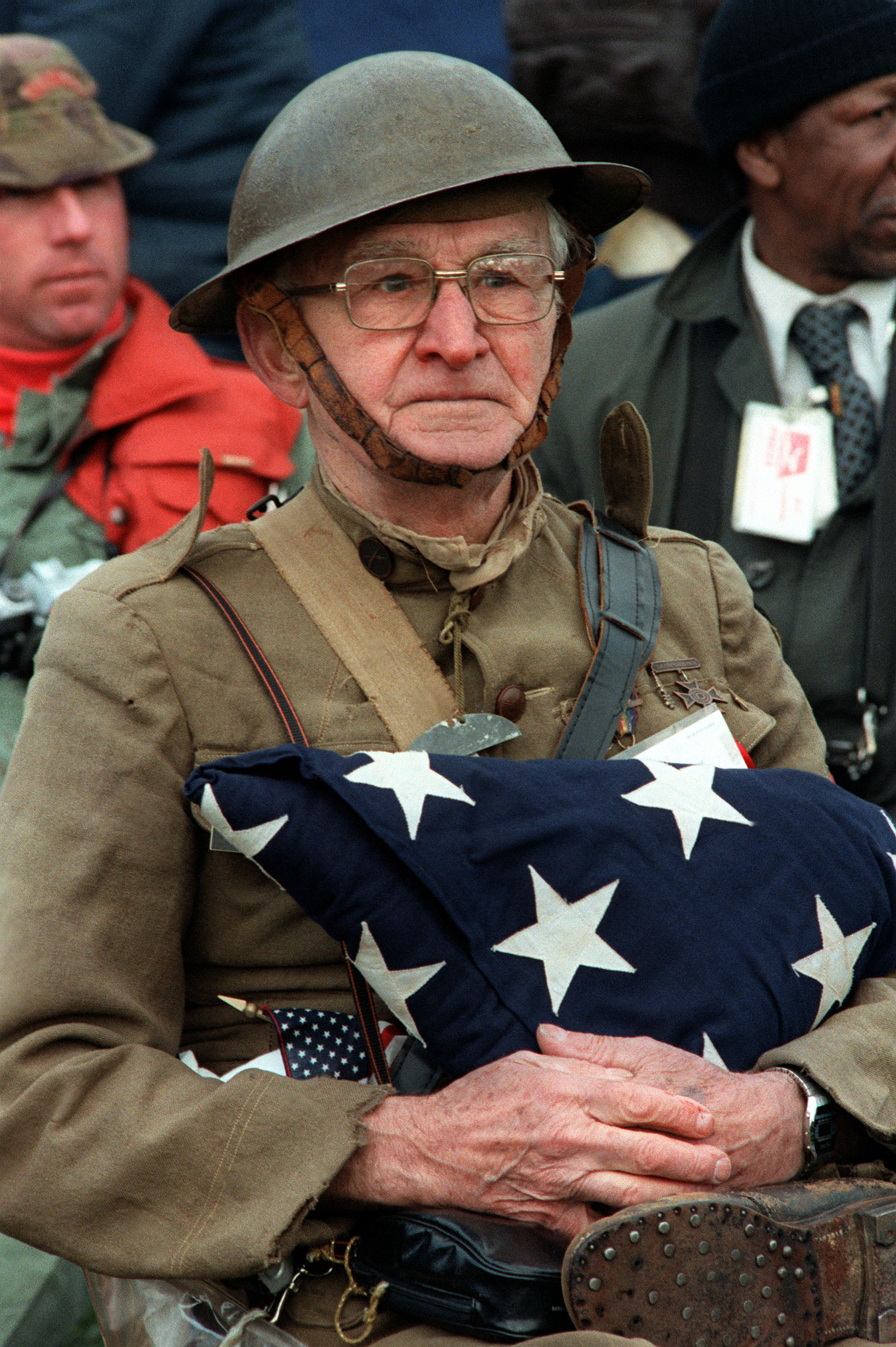
US-Veteran des Ersten Weltkrieges mit US-Flagge am Veterans Day 1982

In den Vereinigten Staaten wird der Veterans Day am 11. November, dem Tag des Waffenstillstandes im Ersten Weltkrieg, begangen.
In den Vereinigten Staaten hieß der Feiertag ursprünglich Armistice Day („Tag des Waffenstillstandes“) und wurde zu Ehren der US-Amerikaner begangen, die am Ersten Weltkrieg teilgenommen hatten. Heute ist er ein Gedenktag zu Ehren aller Kriegsveteranen aus allen Kriegen, an denen die Vereinigten Staaten beteiligt waren.
Kriegsveteranenverbände veranstalten Paraden oder andere spezielle Feierlichkeiten, und der Präsident oder andere hohe Regierungsvertreter legen am Grab des unbekannten Soldaten auf dem Arlington National Cemetery einen Kranz nieder. Das Kriegsveteranenministerium der Vereinigten Staaten (United States Department of Veterans Affairs, VA) koordiniert die alljährlichen Gedenkveranstaltungen und lädt zu ihnen ein. Es ist unter anderem für die Betreuung von 123 Friedhöfen in den Vereinigten Staaten zuständig. Für 24 ausländische, meist in Europa liegende Soldatenfriedhöfe ist hingegen die American Battle Monuments Commission (ABMC) zuständig.
Seit 2012 wird zudem am 29. März alljährlich der National Vietnam War Veterans Day begangen.
Neben dem Veterans Day wird Ende Mai der Memorial Day ebenfalls landesweit begangen, ein Gedenktag speziell zu Ehren der im Dienst gestorbenen Militärangehörigen.

## Vereinigtes Königreich  und Commonwealth
Als Gedenktag wird im Vereinigten Königreich und dem Commonwealth der Remembrance Day begangen, der Ende Juni in Großbritannien gefeierte Armed Forces Day wurde zunächst als Veterans' Day bezeichnet.
In Australien, Neuseeland und Tonga wird außerdem am ANZAC Day des ersten Eingreifens australischer, neuseeländischer und tongaischer Truppen am 25. April 1915 im Ersten Weltkrieg erinnert.